# Theodor Gottlieb von Hippel l'Ancien
Pour les articles homonymes, voir Theodor Gottlieb von Hippel.
Theodor Gottlieb Hippel, dit souvent Hippel l’Ancien (né le 31 janvier 1741 à Gerdauen, faubourg de Kœnigsberg en Prusse-Orientale ; † le 23 avril 1796 à Kœnigsberg) est un haut fonctionnaire et philosophe prussien des Lumières, passé à la postérité pour ses travaux de critique sociale. Il est membre de la commission du code civil de Prusse qui rédige l’Allgemeines Landrecht, bourgmestre et lieutenant de police de Kœnigsberg. Cet opposant aux idées des Lumières milite pourtant en faveur de l'égalité des femmes, et est l’ami d’Emmanuel Kant.

## Biographie

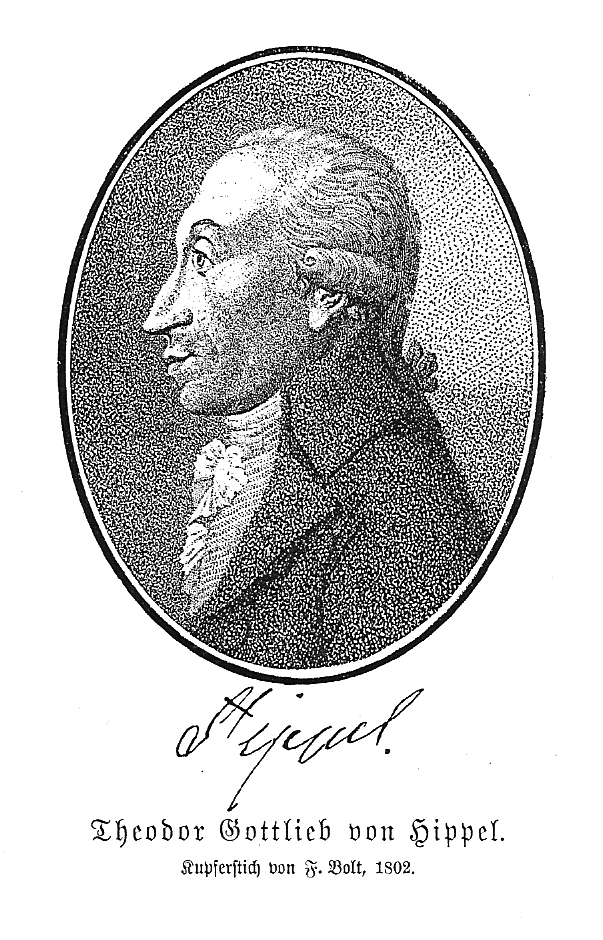
Portrait du conseiller von Hippel l'Ancien.

Theodor Gottlieb Hippel est issu d'une famille piétiste. Son père est instituteur. En 1756, au milieu de la guerre de Sept Ans, Hippel s'inscrit à des cours de théologie dans une Kœnigsberg occupée par les Russes. Au mois de mai 1759, il se voit offrir un emploi de précepteur chez l'avocat néerlandais Théodore-Polycarpe Voyt. Au cours d'une assemblée de la loge maçonnique des Trois Couronnes, branche de la célèbre loge berlinoise Zu den drey Weltkugeln, il fait la connaissance de l'officier russe Hendrik von Keyser, neveu de son employeur. Au cours de l'hiver 1760-61, ce dernier lui propose de l'accompagner à la cour impériale de Saint-Pétersbourg. Là, il s'éprend d'une jeune femme noble, mais est éconduit en raison de son statut de roturier.
Il se consacre dès lors à ses études, suit l'enseignement de philosophie de Kant puis opte pour la faculté de Droit. Il doit attendre d'avoir l'âge de 21 ans pour être admis à la loge des Trois-Couronnes, à laquelle appartient une grande partie de la bonne société de la ville. Sa carrière d'avocat commence en 1764. En 1771 il devient assesseur près le tribunal royal de Kœnigsberg, et peu après administrateur des territoires annexés par Frédéric le Grand (Prusse royale, Varmie, Vieille Prusse) lors du premier partage de la Pologne, et l'année suivante le monarque le nomme conseiller aux affaires criminelles, puis juge du tribunal criminel de Kœnigsberg ; il est élu bourgmestre.
Grâce à cette ascension fulgurante au sein de l'administration prussienne, Th.-G. Hippel parvient à se constituer une rente régulière. Sa loge maçonnique elle-même l'élit grand maître. L'année 1780 marque l'apogée de sa carrière professionnelle : il devient premier bourgmestre et lieutenant de police de Kœnigsberg. À ce poste, il met un terme à la corruption en réformant l'administration locale, notamment le secours aux démunis et la Police.
C'est un hôte assidu des déjeuners organisés chez son ancien maître Kant, où il a une place de choix en tant que premier magistrat de la ville. Hippel, au contraire de Kant, se considère comme un chrétien, mais un chrétien critique envers les dignitaires temporels de l’Église, et adepte à bien des égards de l'attitude sceptique des Lumières. Tout comme d'autres penseurs des Lumières, qui combattent le postulat rationaliste de Kant, von Hippel insiste sur la distinction entre les dogmes révélés de l’Église et l'unité entre raison, sentiment, intériorité et foi. Hippel donne suite à une demande de Kant en recommandant à des postes importants les étudiants les plus doués de l’Université de Königsberg. Il ne révèle jamais à ses convives des déjeuners chez Kant son activité de pamphlétaire.
Au cours de sa carrière de fonctionnaire prussien, il rédige plusieurs essais sur le droit : il participe entre autres à l'élaboration du premier code civil prussien, le Preußisches Allgemeines Landrecht, où ses notices montrent ses prises de position en faveur de l'égalité des deux sexes. En 1786, le roi Frédéric-Guillaume II lui décerne la médaille et le titre de Stadtpräsident, et l'élève au rang de conseiller à la Guerre. Dès 1780, Hippel a démarché le roi afin qu'il rétablisse les titres de noblesse de sa famille ; il n'a gain de cause qu'en 1790 : le 3 janvier 1790, il est nommé pasteur d'Arnau, son frère Gotthard-Friedrich et lui sont nommés conseillers militaires de Königsberg, et sa famille, jusqu'aux cousins, est anoblie le 6 novembre 1790 à Berlin.
Cela ne l'empêche pas d'être, dans ses écrits, sarcastique envers la noblesse rurale de Prusse-Orientale. Il ne peut d'ailleurs mener à terme ses tentatives de réforme de l'administration de Kœnigsberg. Il se trouve dans la situation délicate d'un juge, qui d'un côté peut avoir à condamner à mort une mère infanticide, et d'un satiriste critiquant (même anonymement) la peine de mort sur des bases psychologiques. Il devient valétudinaire, en proie à la solitude et enregistre déboires sur déboires, notamment lorsque son activité de pamphlétaire parait au grand jour. Il compte toujours néanmoins parmi ses amis le philosophe Johann Georg Hamann et l'écrivain Johann Georg Scheffner (de).
En 1794 il est chargé de mettre en place l'administration prussienne de Dantzig. Il meurt peu après, toujours célibataire, à l'âge de 55 ans. On l'inhume dans le cimetière de Savants (Gelehrtenfriedhof) de Kœnigsberg. Son exécuteur testamentaire, le neveu homonyme Theodor Gottlieb von Hippel le Jeune, hérite seul de ses biens ; il donne en 1835 une édition complète des œuvres de son oncle.

## Œuvres
Encore étudiant, Hippel compose déjà des hymnes religieux. Ses écrits ultérieurs paraissent de façon anonyme.
L’œuvre de Hippel va d'essais littéraires à des romans en passant par les comédies et les poèmes. Ses romans mêlent des éléments de morale piétiste à des développements philosophiques et de la satire ; mais ses pamphlets satiriques en faveur de l'égalité de droit des femmes occupent une place à part dans son siècle.

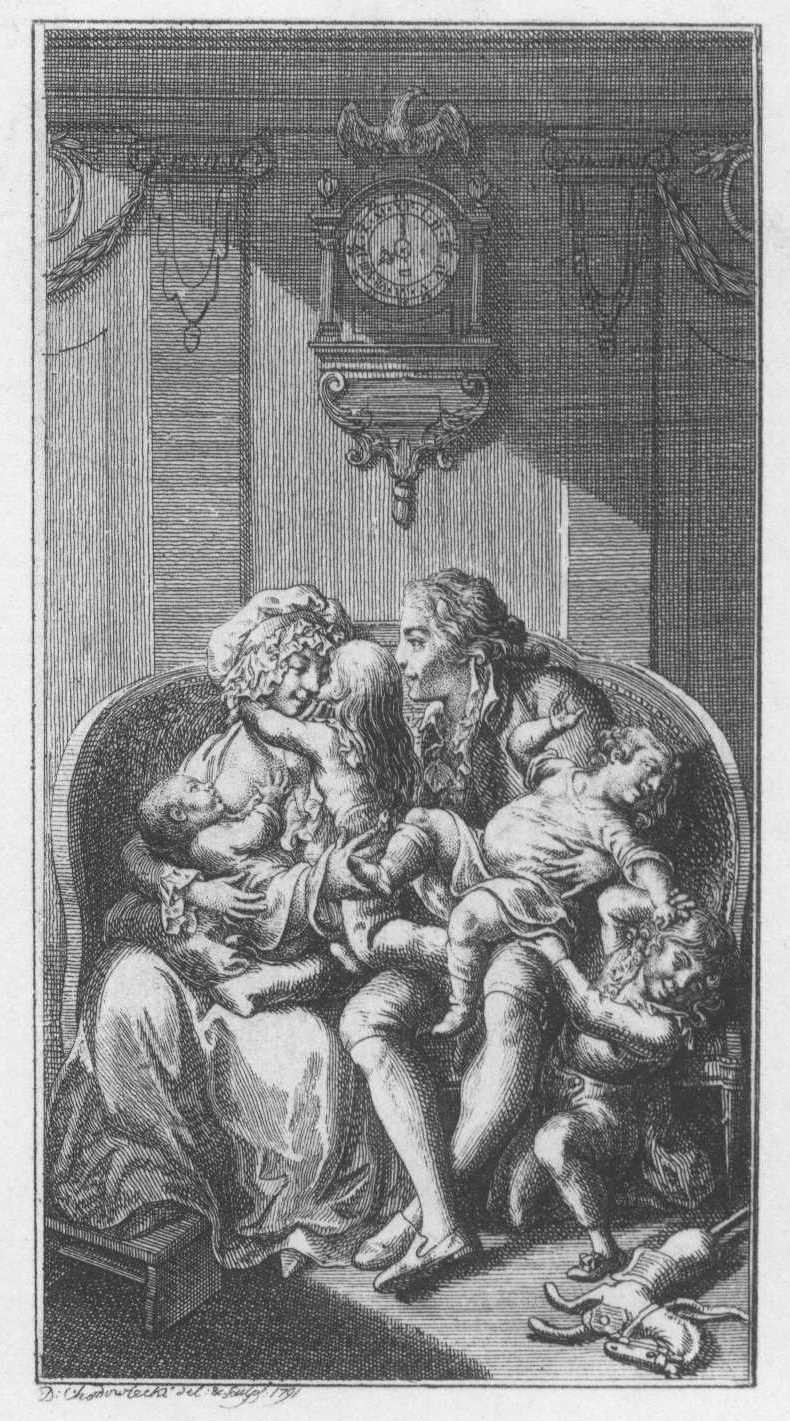
Frontispice de l'essai Du mariage, gravé par Daniel Chodowiecki.

En 1774, la première édition de son essai « Du mariage » (Über die Ehe) paraît (dernière édition approuvée en 1793). L'éditeur Friedrich Vosz (de) de Berlin imprime en 1778 un recueil de nouvelles oublié depuis : « Succession raisonnée de différents modes de vie » (Lebensläufe nach aufsteigender Linie), qui examine la vie sous différents aspects, lesquels s'enchaînent l'un après l'autre. Ces courts récits écrits à la première personne, qui illustrent différents styles depuis la satire jusqu'au sérieux philosophique, étaient alors très connus et appréciés des cercles littéraires contemporains : Goethe, aussi bien que Schiller et même plus tard Jean Paul les ont analysés pour leur originalité dans la fiction autobiographique. Ils n'avaient plus qu'un faible écho au XIXe siècle, et sont considérés depuis comme trop artificiels.
von Hippel s’attaque à sa véritable autobiographie vers l’âge de 50 ans, en se limitant cependant à sa jeunesse et son adolescence. L’auteur, étant donné sa réputation, y embellit sans doute certains aspects, comme l’ambiance dans la maison de ses parents ; mais surtout il se réclame de la liberté poétique et du naturalisme.
On a également conservé sa correspondance avec Johann-Georg Scheffner. Sans doute y trouve-t-on un style moins affecté, car Hippel a prié à plusieurs reprises son ami de ne pas conserver ces lettres. S’il s'y plaint de la solitude, de la maladie et de sa mélancolie, l’ironie n’est jamais loin et le ton reste léger. C’est du reste Scheffner qui lèvera l’anonymat de son correspondant.
En Allemagne, Hippel est l’un des pionniers de l'émancipation des femmes. Son essai « De la promotion sociale des femmes » (1792) ainsi que les diverses éditions révisées de « Du mariage » parues dans l’édition de 1793 sont devenus des références classiques du féminisme allemand et européen. Von Hippel a révisé à plusieurs reprises ces essais, les faisant passer d’éloges du mariage bourgeois à de véritables manifestes des droits des femmes. L’essai sur l’éducation des femmes n’a paru de façon posthume qu’en 1801.
Pour des raisons indéterminées, ses écrits sur la franc-maçonnerie ont été détruits, comme nous l'apprend son neveu et exécuteur testamentaire.
- Lebensläufe nach Aufsteigender Linie nebst Beylagen A, B, C (Roman en trois parties, Voß, Berlin 1778-81)
  - « Meines Lebenslaufs Erster Theil. », sur Deutsches Textarchiv
  - « Meines Lebenslaufs Zweiter Theil. Beylage A, und Beylage B.. », sur Deutsches Textarchiv
  - « Meines Lebenslaufs Dritter Theil. Erster Band. », sur Deutsches Textarchiv
  - « Meines Lebenslaufs Dritter Theil. Zweyter Band. », sur Deutsches Textarchiv (1781)
- Kreuz- und Querzüge des Ritters A bis Z. 3 vol., Leipzig 1760, 327 p. (texte intégral).
- Der Mann nach der Uhr (comédie, 1766)
- De la promotion sociale des femmes [« Über die bürgerliche Verbesserung der Weiber »], Berlin, 1792 (lire en ligne), p. 430; texte intégral).
- Über die Ehe (plusieurs éditions commencent par le manifeste de 1774, et se terminent par la 4e édition de 1793, car Hippel a lui-même remanié son livre à trois reprises)
- « Œuvres complètes » (Sämmtliche Werke) (parus entre 1828 et 38 in 14 volumes)

Éditions récentes :
- Du mariage [« Über die Ehe »], Stuttgart, W. M. Faust, 1774 (réimpr. 1972).
- Über die Ehe, Nachdruck der anonym erschienenen Ausgabe von 1796. Notos, Selb 1976.
- « De la promotion sociale des femmes » (Über die bürgerliche Verbesserung der Weiber), avec une préface de Ralph-Rainer Wuthenow (de). Francfort-sur-le-Main (1977), Syndikat Autoren- und Verlagsgesellschaft.  (ISBN 3-8108-0034-1)
- Über Gesetzgebung und Staatenwohl, Königstein-am-Taunus. 1978.
- Über die Ehe, éd. de Bruyn, Günter, Berlin 1979 (reprend l'édition originale de 1774).
- Nachlass über weibliche Bildung, Lage 1999 (sources et documents relatifs à l'« Histoire de l'Education des femmes », vol. 21).